# Donát Bartók
Donát Bartók (* 13. Juli 1996 in Szeged, Ungarn) ist ein ehemaliger ungarischer Handballspieler. Bartók spielte auf der rechten Position des Rückraums.
Bartók stand ab 2016 bei dem deutschen Handballbundesligisten TBV Lemgo Lippe unter Vertrag. Dieser wurde jedoch im Dezember 2019 aufgelöst. Ab Januar 2020 spielte er für den spanischen Profiverein Bidasoa Irún. Im Januar 2021 wechselte er zum Schweizer Erstligisten Kadetten Schaffhausen, mit dem er 2022, 2023, 2024 und 2025 Schweizer Meister, 2024 Schweizer Cupsieger sowie 2022, 2023 und 2024 Supercupsieger wurde. 2025 beendete er seine Karriere.
Bartók gehörte dem Kader der ungarischen Nationalmannschaft an. Er nahm an der Europameisterschaft 2020 teil.
Sein Vater Csaba Bartók war ebenfalls Handballspieler.